# Karl-Heinz Wever
Karl-Heinz Wever fue un diplomático alemán.

## Estudios
Después de estudiar derecho y ciencias políticas, ingresó como agregado en el servicio exterior. 

## Carrera política
Trabajó en las misiones en Belgrado, Burdeos, Dublín.
Desde 1962 a noviembre de 1964 fue embajador en Conakry (Guinea).
Desde noviembre de 1964 al 12 de junio de 1969 fue empleado en el Ministerio de Asuntos Exteriores de Alemania.
En 1966 fue nombrado en 1966 consejero de legations.
De 12 de junio de 1969 a 1973 fue embajador en Lusaka (Sambia).